# Biegus morski
Biegus morski (Calidris maritima) – gatunek średniej wielkości ptaka wędrownego z rodziny bekasowatych (Scolopacidae).

## Systematyka
Blisko spokrewniony z biegusem skalnym (C. ptilocnemis), dawniej uznawano je za ten sam gatunek. Obecnie uznaje się biegusa morskiego za gatunek monotypowy, choć proponowano wyróżnienie podgatunków groenlandica, littoralis i belcheri.

## Zasięg występowania
Zamieszkuje Archipelag Arktyczny, wybrzeża Grenlandii, Islandię, Svalbard, Wyspy Owcze, północny Półwysep Fennoskandzki, Ziemię Franciszka Józefa, Nową Ziemię, Ziemię Północną oraz półwysep Tajmyr w północno-środkowej Syberii. Zimuje na atlantyckich wybrzeżach Ameryki Północnej i Europy oraz na południowej Grenlandii i na wybrzeżach Islandii.
Do Polski zalatuje regularnie, choć nielicznie; do 2018 roku stwierdzono go około 221 razy (łącznie obserwowano około 276 osobników). Spotykany praktycznie przez cały rok, najczęściej od drugiej połowy września do końca października, bardzo rzadko spotykany od czerwca do sierpnia.

## Morfologia

### Wygląd
Upierzenie obu płci jednakowe, samica jest jedynie nieco większa i ma dłuższy dziób. W okresie lęgowym wierzch ciała ciemnobrązowy z jasnymi cętkami, boki głowy, pierś i brzuch białe z ciemnymi cętkami. Dziób pomarańczowy z czarnym końcem. Pomarańczowe również nogi. W szacie spoczynkowej wierzch ciała mniej kontrastowy, cała głowa ciemna, spód ciała szary z rdzawym nalotem. Osobniki młodociane w szacie juwenalnej ubarwione podobnie do dorosłych w szacie godowej, lecz z wyraźniejszymi plamami na wierzchu ciała, rdzawym czołem, brzoskwiniową piersią, bardziej żółtą nasadą dzioba i bardziej szarym karkiem. W locie ma ciemniejszą pierś niż biegus zmienny.

### Wymiary średnie
- długość ciała: 19–22 cm[9][10]
- rozpiętość skrzydeł: 37–43 cm[9][10]
- długość ogona: 5,5–6,5 cm[10]
- masa ciała: 50–105 g[10]

## Głos
W locie wydaje ostre „kłit” albo „kłi-it”, a w locie tokowym burczące i trajkoczące „prruiih-pruiih-prruiih....” albo „kełik-kełik-łik-łik-łik.....”. Głos ostrzegawczy biegusa morskiego to ciche „pihihihihihi......”.

## Ekologia i zachowanie

### Biotop
W okresie lęgowym kamienista tundra, w okolicy brzegów arktycznych mórz, wysoko położone płaskowyże na lądzie. Poza okresem lęgowym emigruje nad skaliste wybrzeża w niższych szerokościach geograficznych. Rzadko spotykany w głębi lądu.

### Gniazdo
Na ziemi, w zagłębieniu, wokół terenu porośniętego niską roślinnością, wyścielone czasem liśćmi wierzby. Samiec wygrzebuje kilka zagłębień, z czego samica wybiera jedno.

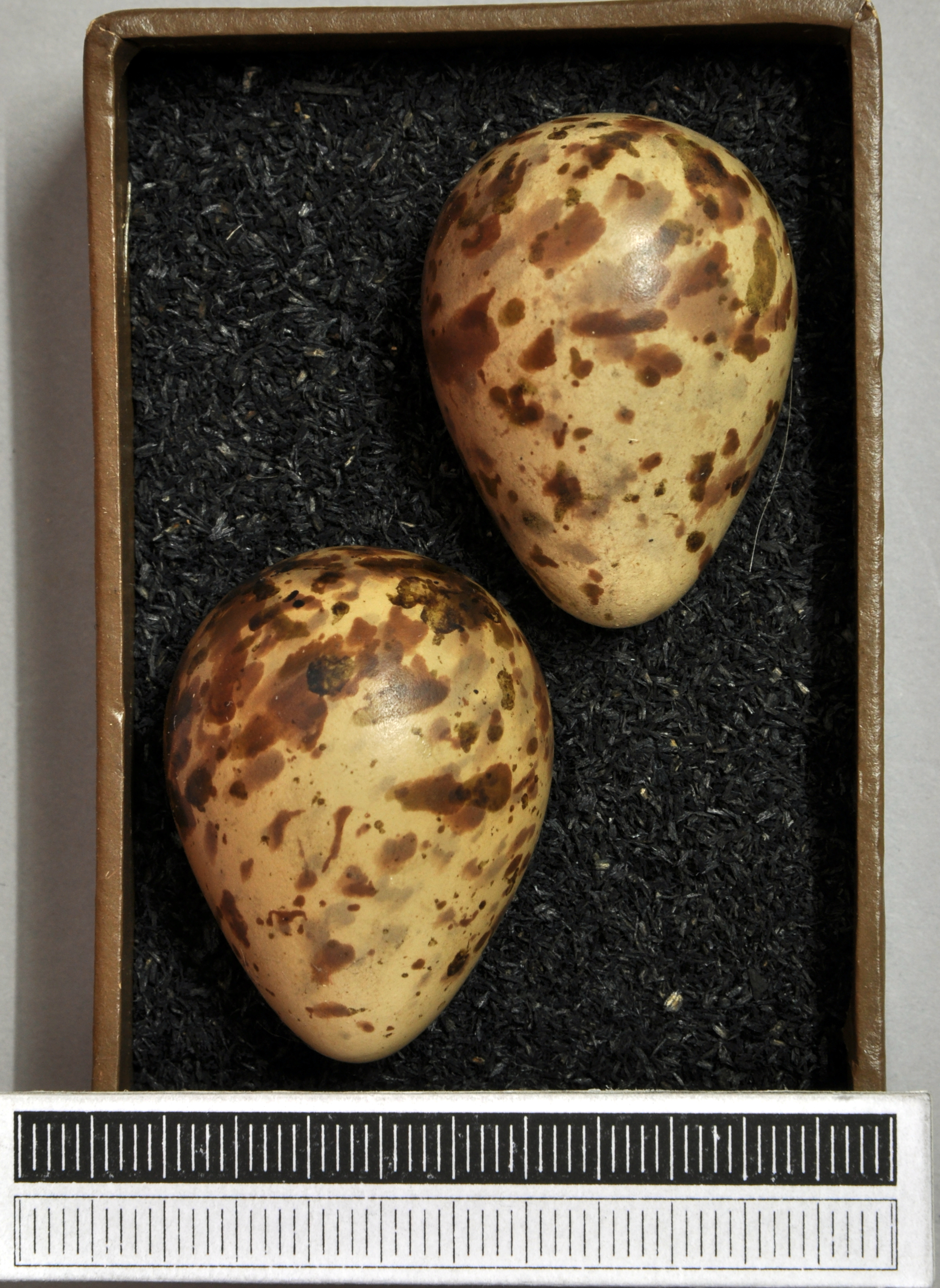
Jaja z kolekcji muzealnej

### Jaja
W ciągu roku wyprowadza jeden lęg, składając w kwietniu–maju cztery, rzadko trzy beżowe lub oliwkowe jaja pokryte różnokolorowymi cętkami.

### Wysiadywanie i opieka nad pisklętami
Jaja wysiadywane są przez okres 21–22 dni przez obydwoje rodziców, lecz głównie przez samca. Opiekę nad pisklętami sprawuje również samiec, gdyż samica opuszcza gniazdo. Młode są zagniazdownikami, stają się samodzielne po 3–4 tygodniach od przyjścia na świat.

### Pożywienie
Żywi się głównie bezkręgowcami, m.in. mięczakami, pająkami, pierścienicami, które znajduje pomiędzy skałami. W okresie lęgowym żywi się również pokarmem roślinnym – nasionami, owocami (jagody). Czasem zjada glony.

### Zachowanie
Tworzy małe stadka przez większą część roku, jest gatunkiem towarzyskim, mimo gniazdowania tego gatunku zawsze w rozproszeniu.

## Status i ochrona
Międzynarodowa Unia Ochrony Przyrody (IUCN) uznaje biegusa morskiego za gatunek najmniejszej troski (LC, Least Concern) nieprzerwanie od 1988 roku. Liczebność światowej populacji, według szacunków organizacji Wetlands International z 2023 roku, zawiera się w przedziale 204–287 tysięcy osobników. Trend liczebności populacji uznawany jest za spadkowy.
W Polsce podlega ścisłej ochronie gatunkowej.